# Spirembolus mundus
Spirembolus mundus là một loài nhện trong họ Linyphiidae.
Loài này thuộc chi Spirembolus. Spirembolus mundus được Ralph Vary Chamberlin & Wilton Ivie miêu tả năm 1933.